# Marutani Kijonoszuke
Marutani Kijonoszuke japán válogatott labdarúgó.

## Pályafutása
Marutani az Osaka SC csapatában játszott, amelyet a középiskolai diáktársakkal alapított. Abban az időben több japán válogatott játékos is az együttesben szerepelt, köztük Ójama Josimacu, Mijadzsi Tosio, Hatta Uicsiró és Takahasi Szakae.

## A válogatottban
1925 májusában Marutani bekerült a japán válogatott keretébe az 1925-ös Távol-Keleti Játékokra, amelyet Manilában rendeztek meg. A tornán 1925. május 20-án mutatkozott be a tajvani válogatott elleni mérkőzésen. Japán 2–0-s vereséget szenvedett ezen a találkozón.

## Statisztika
| Japán válogatott | Japán válogatott | Japán válogatott |
| Év               | Mérk.            | gól              |
| ---------------- | ---------------- | ---------------- |
| 1925             | 1                | 0                |
| Összesen         | 1                | 0                |